# Выборы в Европейский парламент на Кипре (2024)
Выборы в Европейский парламент в Республике Кипр прошли 9 июня 2024 года в рамках общеевропейских выборов. Это были пятые парламентские выборы с момента вступления Кипра в ЕС в 2004 году. На них избирались 6 депутатов кипрской делегации.
Правоцентристская партия Демократическое объединение (DISY), побеждавшая на всех предыдущих выборах в Европарламент, вновь одержала победу, набрав 24,8% голосов и получив 2 места. Следом за ней оказалась коммунистическая партия Прогрессивная партия трудового народа Кипра (AKEL) с 21,5% голосов и 1 местом.
Независимый кандидат Фидиас Панайоту, известный ютубер и тиктокер, занял третье место, набрав 19,4% голосов и получив одно место в Европейском парламенте. Панайоту не получил поддержки ни от одной партии, что сделало его первым избранным независимым депутатом Европарламента в истории Кипра. Его избрание вызвало шок в политической системе Кипра: Фидиас оказался всего в нескольких процентных пунктах от партий АКЕЛ и ДИСИ, которые доминировали в политической системе Кипра с момента обретения независимости. 24-летний ютубер, не имеющий политического опыта, получил место в парламенте, обойдя такие известные партии, как Национальный народный фронт (ЭЛАМ), Демократическая партия (ДИКО) и Движение за социал-демократию (ЭДЭК). 

## Результаты
|            | Демократическое объединение                   | 91 316  | 24,78  | 2 | 0     |
|            | Прогрессивная партия трудового народа         | 79 163  | 21,49  | 1 | -1    |
|            | Независимый                                   | 71 330  | 19,36  | 1 | новый |
|            | Национальный народный фронт                   | 41 215  | 11,19  | 1 | +1    |
|            | Демократическая партия                        | 35 815  | 9,72   | 1 | 0     |
|            | Движение за социал-демократию                 | 18,681  | 5,07   | 0 | -1    |
|            | Вольт Кипр                                    | 10 777  | 2,92   | 0 | 0     |
|            | Демократический фронт                         | 7 988   | 2,17   | 0 | 0     |
|            | Движение экологистов — Гражданская кооперация | 4 742   | 1,29   | 0 | новая |
|            | Движение киприотов объединённых охотников     | 4 603   | 1,25   | 0 | новая |
|            | Партия в защиту животных Кипра                | 1 013   | 0,27   | 0 | 0     |
|            | Движение национального действия               | 979     | 0,27   | 0 | новая |
|            | Независимый — Андроникос Зервидес             | 444     | 0,12   | 0 | новая |
|            | Движение победы                               | 389     | 0,11   | 0 | новая |
|            | Всего                                         | 368 455 | 100,00 | 6 | 0     |
|            | Действительные бюллетени                      | 368 455 | 91,59  |   |       |
|            | Недействительные бюллетени                    | 8 450   | 2,10   |   |       |
|            | Пустые бюллетени                              | 25 371  | 6,31   |   |       |
|            | Всего голосов                                 | 402 276 | 100,00 |   |       |
|            | Зарегистрированных избирателей/Явка           | 683 432 | 58,86  |   |       |
| Источники: |                                               |         |        |   |       |